# El Cañafístulo
El Cañafístulo es un corregimiento ubicado en el distrito de Pocrí en la provincia panameña de Los Santos, península de Azuero.   En el año 2010 tenía una población de 363 habitantes y una densidad poblacional de 6.2 personas por km².

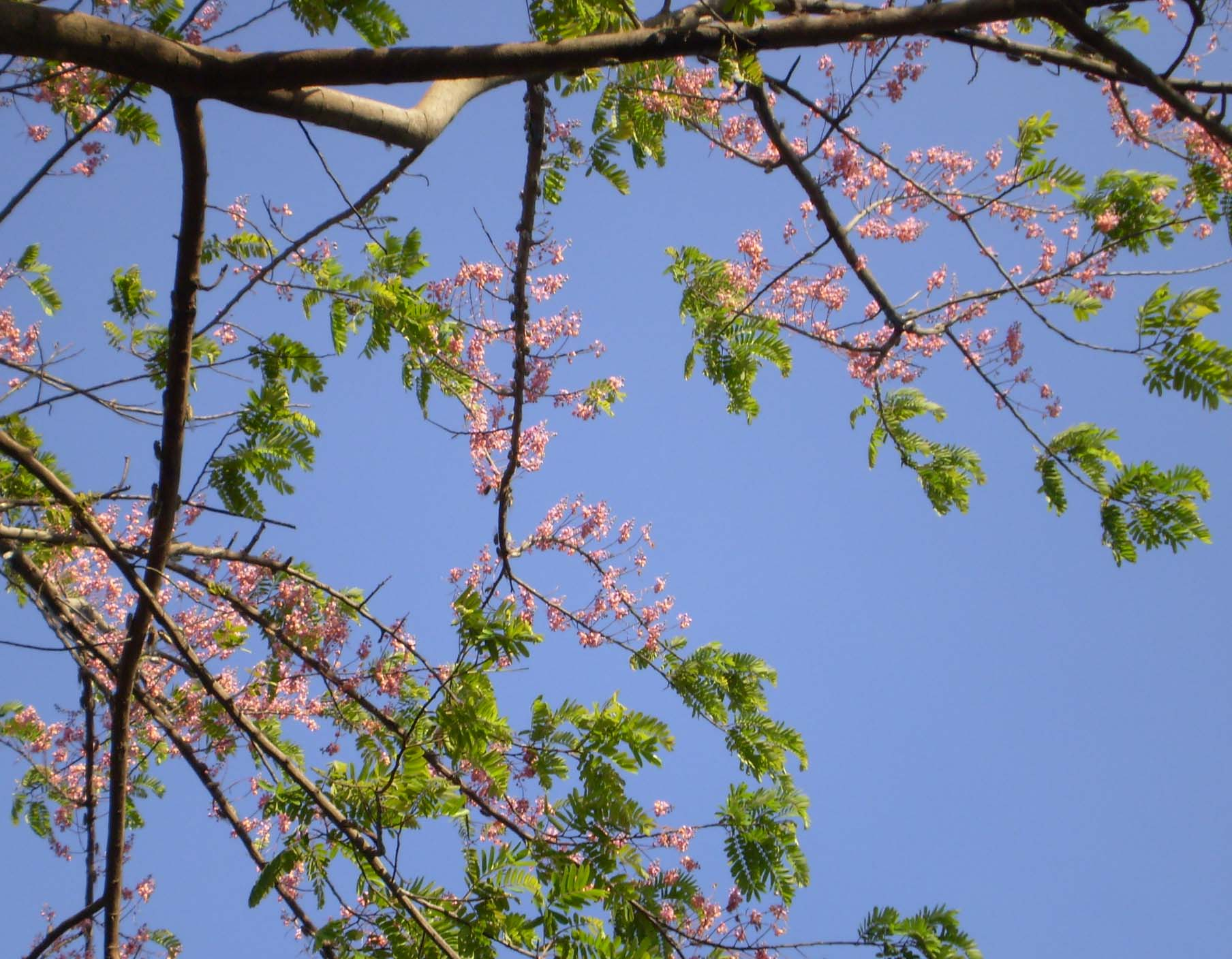
El cañafístulo da nombre al corregimiento.

## Toponimia
Toma su nombre del árbol cañafístulo, que deriva de las palabras caña y fístula, tubo, cañón. El cañafístulo o cassia grandis es un árbol mediano (hasta de 18 m de altura y 80 cm de diámetro), distribuido en la América tropical.